# Ядвига Легницкая (ум. 1409)
Ядвига Легницкая (пол. Jadwiga Legnicka, чеш. Hedvika Lehnická; ок.1367 — 1 августа 1409) — польская принцесса из Легницкой линии династии Силезских Пястов, жена князя Жаганьского, Глогувского и Сцинавского Генриха VI Старшего (ок. 1345 — 5 декабря 1393), владетельная княгиня Жаганьская в 1393-1403 годах.

## Биография
Ядвига была единственной дочерью князя Легницкого Вацлава I (1310/1318 — 2 июня 1364) и Анны Цешинской (ок. 1324 — 1367). 
10 февраля 1372 года Ядвига вышла замуж за Генриха VI Старшего, князя Жаганьского, Глогувского и Сцинавского. Этот брак не был удачным. После преждевременной смерти их единственной дочери (имя неизвестно) супруги стали жить раздельно. Ядвига осталась в Жагани, а Генрих Старший избрал своей резиденцией Кросно-Оджаньске. Несмотря на такие отношения, Генрих VI завещал Ядвиге свои владения. После его смерти в 1393 году Ядвига на правах вдовьего удела стала самостоятельно править в Жаганьском княжестве, включавшем города Жагань, Кросно-Оджаньске, Бобровице, Новогруд-Бобжаньски и Свебодзин.
В 1403 году Ядвига Легницкая решила отказаться от управления своим княжеством и передала его племянникам, сыновьям брата ее покойного мужа Генриха VIII Врубеля. После этого она покинула Жагань и вернулась в родную Легницу ко двору ее брата, князя Руперта I Легницкого. Ядвига умерла 1 августа 1409 года и была похоронена в основанной ее отцом Коллегиальной церкви Гроба Господня в Легнице.